# 張少舫
張少舫（1905－1943年），中華民國軍人，官至少將。他為中日戰爭期間陣亡的中國軍方高級將領之一。

## 生平
張少舫為中華民國國民革命軍高級將領，中日戰爭期間，隸屬113師，是為該師之少將參謀長，1943年2月21日，他於一場大型戰役中，陣亡於山東城頂山。